# Lorraine de Sagazan
Pour les articles homonymes, voir Sagazan.
Lorraine de Sagazan, nom de convenance de Lorraine Le Moniès de Sagazan, née le 21 octobre 1986 à Paris, est une autrice et metteuse en scène française.

## Biographie

### Enfance et formation
Lorraine de Sagazan naît à Paris en 1986 dans une famille qu'elle décrit comme "aristocrate" et victime de difficultés économiques.
Elle étudie la philosophie et se forme au métier de comédienne au Studio d'Asnières,, où elle rencontre nombre de ses collaborateurs, de 2007 à 2010. Elle continue sa formation à la mise en scène en assistant Thomas Ostermeier en 2014, puis Romeo Castellucci en 2015 et 2016,.

### Carrière
En 2012, Lorraine de Sagazan joue Célimène dans Le Misanthrope de Molière, mis en scène par Dimitri Klockenbring.
En 2013, elle joue dans le court-métrage de Margot Abascal, Florides.
Elle devient membre de l’Ensemble artistique de la comédie de Valence du Centre dramatique National Drôme Ardèche et fonde la compagnie théâtrale La Brèche en 2015. De 2015 à 2019, elle est dans un cycle d'écriture dédié à l'adaptation de fictions du répertoire dramatique abordant la définition de soi. En 2020, elle aborde un second cycle avec la co-écriture de fictions théâtrales qui s'appuient sur des témoignages et la notion de réparation.
Ainsi, en 2015, elle met en scène une adaptation libre de Démons de Lars Norén. Il s'agit de sa seconde mise en scène, durant laquelle le public est pris à partie,.
Un an plus tard, elle adapte également Une maison de poupée d'Henrik Ibsen dont elle inverse les rôles des deux personnages principaux afin d'interroger la place de la femme dans la société,.
En 2019, avec sa compagnie la Brèche, elle s'inspire librement de Platonov de Tchekhov. La pièce, L'absence de père, adaptée avec Guillaume Poix, conçue et mise en scène par Lorraine de Sagazan, interroge sur la place du père,,.
En 2020, elle met en scène un texte de Guillaume Poix, La vie invisible. Il s'agit du témoignage sur la vie d’un non-voyant, réalisé à partir de rencontres avec des malvoyants et des non-voyants de la région valentinoise. En plus de Romain Cottard et Chloé Oliveres, tous deux comédiens professionnels, un comédien amateur non-voyant, Thierry Sabatier, tient le premier rôle.
En 2021, elle met en scène Un sacre de Guillaume Poix, projet né pendant le confinement, après avoir interrogé plusieurs centaines de personnes autour de ce que leur évoquait le terme de « réparation » et que les réponses ont finalement tourné autour de la mort et de ses conséquences pour les vivants. Le spectacle est conçu autour de récits-confessions d’anonymes et étudie le rapport que notre société entretient avec la mort,.
En 2022, elle crée Fille(s) de avec Julie Deliquet, joué par une troupe d’amatrices de la ville de Seine-Saint-Denis.
En 2022-2023, elle est pensionnaire de la Villa Médicis à Rome,.
Pour la saison 2023-2024, elle figure au programme de la Comédie-Française. Elle met en scène Le silence, d'après l’œuvre d’Antonioni. La pièce raconte la douleur d'un couple qui vient de perdre son enfant. Les spectateurs font face à cinq comédiens qui se taisent pendant toute la durée du spectacle,. « Sidérés par ce qu’ils venaient de vivre, beaucoup ont pris de longues minutes avant de se lever et de quitter les lieux. Cet accueil saisissant était à la mesure d’une représentation qui, parce qu’elle se tient dans un mutisme presque total, fait rupture dans l’histoire de la Comédie-Française » explique la journaliste du Monde, Joëlle Gayot.
En 2024, elle met également en scène Léviathan, une pièce qui interroge le système judiciaire et ses alternatives,. Afin de le créer, elle procède à une immersion de plusieurs mois dans le monde de la justice. Le spectacle est présenté au Festival d'Avignon 2024. Il s'agit de sa première participation au festival. Parallèlement, elle collabore avec la scénographe Anouk Maugein pour créer l’exposition Monte di Pietà à la Collection Lambert à Avignon qui présente des objets associés à la douleur de personnes ayant vécu une procédure judiciaire,.

### Vie privée
Issue de la famille Le Moniès de Sagazan, elle est la cousine de l'auteure-compositrice-interprète Zaho de Sagazan et de la danseuse et chorégraphe Leïla Ka, ainsi que la nièce du peintre et sculpteur Olivier de Sagazan,,. Elle vit et travaille à Paris.

## Distinctions
- Chevalier de l'ordre des Arts et des Lettres (2025)

## Autrice et metteuse en scène
- 2015 : Adaptation de Démons de Lars Norén[12], à La Loge et au Théâtre de Belleville, puis à La Manufacture à Avignon en 2016 et au Monfort Théâtre en 2017
- 2016 : Adaptation d'Une maison de poupée d’Henrik Ibsen[15]
- 2017 : La poupée barbue d'Edouard Elvis Bvouma[40]
- 2018 : Les règles du jeu de Yann Verburgh[40]
- 2018 : Vania d'après Oncle Vania d'Anton Tchekhov[4]
- 2019 : L'absence de père d'après Platonov d'Anton Tchekhov[17], notamment au Centquatre et à La MC93
- 2020 : La vie invisible de Guillaume Poix et Lorraine de Sagazan[41] créé à la Comédie de Valence, repris au Théâtre de la Ville à Paris en mars 2021
- 2021 et 2023 : Un sacre de Guillaume Poix et Lorraine de Sagazan au TGP Saint-Denis[3]
- 2024 : Le silence inspirée de l'œuvre du cinéaste italien Antonioni à la Comédie-Française[25]
- 2024 : Léviathan coécrit avec Guillaume Poix créé au Festival d'Avignon[33]